# Houdini (programari)
Houdini és un programa d'animació 3D desenvolupat per Side Effects Software Inc (SESI), empresa que té base a Toronto, Canadà. SESI va adaptar Houdini del conjunt de programes de creació processal.
Houdini és un dels programes més utilitzats en els departaments d'efectes visuals. Ha estat utilitzat per companyies VFX com Double Negative, ILM, MPC, Frame Store, Sony Pictures Imageworks, Method Studios, entre d'altres.
Houdini ha estat utilitzat en diverses produccions d'animació, incloses les pel·lícules de Disney Frozen i Zootròpolis; el film Blue Sky Studios de Rio, i l'Ant Bully de Productions de DNA.
SESI també té una versió parcialment limitada anomenada Houdini Apprentice, que és gratuïta per ús no comercial.

## Característiques[3]
Houdini cobreix les següents àrees de la producció 3D:
- Modelatge 3D: Geometria estàndard, inclosos els polígons, NURBs, corbes Bézier, patches and trims, metaballs
- Animació: Animació keyframed i manipulació demcanal raw (CHOP), suport de captura de moviment
- Partícules
- Dinàmica: dinàmica de cos rígid, dinàmica de fluids, dinàmica de filferro, simulació de teles, simuació multitudinària
- Il·luminació: shaders, il·luminació a xarxes basades en un visor de DPI
- Rendering
- Volumètrics: Creació de núvols, fum i incendis
- Composició: compositor complet d'imatges en capes
- Desenvolupament de plugins